# Яковец, Сергей Владимирович
Сергей Владимирович Яковец (укр. Сергій Володимирович Яковець; род. 16 мая 1982) — украинский футболист, вратарь.
Младший брат — футболист Андрей Яковец (род. 1992).

## Биография
В детско-юношеской футбольной лиге Украины выступал за днепропетровский «Днепр-75» (1998—1999). В 2001 году играл за любительскую днепропетровскую команду «Металл».
Начал профессиональную карьеру в стане армянского «Титана». Дебют Яковца в профессиональном футболе состоялся 3 сентября 2001 года в матче Второй лиге Украины против киевского «Динамо-3» (0:0). В зимнее межсезонье сезона 2001/02 перешёл в мариупольский «Ильичёвец», где преимущественно играл за фарм-клуб «Ильичёвец-2». За основной состав «Ильичёвца» сыграл в одной официальной игре чемпионата Украины 27 июля 2002 года против львовских «Карпат» (2:3).
В 2005 году выступал за «Александрию» и «Бершадь». 2006 год провёл в стане луганской «Зари», где являлся запасным вратарём. После играл за бурштынский «Энергетик» (2008) и черниговскую «Десну» (2009). В январе 2010 года в составе «Десны» стал серебряным призёром Мемориала Макарова. В 2016 году играл за команду прокуратуры Днепропетровской области в первой лиги области.
Являлся детским тренером в академии «Днепра» по работе с вратарями. В 2021 году работал тренером вратарей в клубе «ВПК-Агро».